# Pyrenees (Parque Espana-Shima Spain Village)
Pyrenees (jap. ピレネー, Pirenē) im Parque Espana-Shima Spain Village im japanischen Shima ist eine Stahlachterbahn vom Modell Inverted Coaster des Herstellers Bolliger & Mabillard, die 1997 eröffnet wurde.
Die 1234 m lange Strecke erreicht eine Höhe von 45 m und besitzt sechs Inversionen: einen Looping, eine Zero-g-Roll, einen weiteren Looping, eine Cobra-Roll (bestehend aus zwei Inversionen) und einen Korkenzieher. Die Züge erreichen eine Höchstgeschwindigkeit von 100 km/h.

## Züge
Die Züge von Pyrenees besitzen jeweils acht Wagen. In jedem Wagen können vier Personen (eine Reihe) Platz nehmen. Als Rückhaltesystem kommen Schulterbügel zum Einsatz.